# Armando Zolli
Armando Zolli (Gaggio Montano, 1910 – Fanano, 27 settembre 1944) è stato un partigiano italiano.
Medaglia d'oro al valor militare alla memoria.

## Biografia
Mandato, nel 1940, in Germania a lavorare in una fabbrica tedesca, nonostante fosse dispensato dal richiamo alle armi, Zolli, dopo l'8 settembre 1943, rientrato in Italia, raggiunse una formazione partigiana che si era formata sull'Appennino bolognese. Nel giugno del 1944, l'operaio entrò a far parte, con funzioni di comando, della VII Brigata Garibaldi operante nella provincia di Modena.
Il 27 settembre 1944, durante un combattimento con i nazifascisti a Fanano, Zolli cadde in mano ai tedeschi. Sottoposto a tortura, rifiutò di dare al nemico le informazioni che gli venivano richieste e, ormai agonizzante, fu passato per le armi.
A Porretta Terme intitolarono negli anni '70  a Zolli la scuola elementare della frazione di Corvella trasformatasi poi successivamente in Centro di prima accoglienza che ha mantenuto l'intitolazione.